# 제7통신여단
제7통신여단(7th Signal Brigade)은 유럽에 주둔했었던 미국 육군 통신대의 여단이다.

## 역사
1970년 2월 24일, 폐지된 제7군 교신사령부(Seventh Army Communications Command)의 뒤를 이어서 제7군에 군사통신을 지원하는 임무를 수행하는 부대로서 창설되었다.
1981년에 제5통신사령부에 전속하였다. 당시 제1, 26, 44, 72통신대대를 편성하였다.
걸프 전쟁에는 제7통신여단이 아닌 제72통신대대의 268통신중대가 제93통신여단에 배속되어 사막 방패 작전과 사막 폭풍 작전에 참전하였다. 대신 여단은 종전 후의 1991년 7월에 시작된 쿠르드족에 대한 구호와 보호를 위한 안정제공 작전에 참가하였다.
1993년 4월 1일, 클레버 막사에서 제1통신대대가 부대기를 반납하고 해산하였다.
2004년 1월부터 12월까지 쿠웨이트와 이라크에서 제2차 이라크 자유 작전(OIF-2)에 참가한 쿠웨이트 도하의 연합군지상구성사령부를 중심으로 전술 군사통신 기능을 제공하였다. 이듬해 3월에 제504군사정보여단(Task Force Ready 테스크포스 레디[*])를 대채하여 제525군사정보여단(Task Force Lightning 테스크포스 라이트닝[*])으로서 전개하였다.
제72통신대대는 제5~7차 이라크 자유 작전(OIF-05~07), 제44통신대대는 제7~9차 이라크 자유 작전(OIF-07~09)에 참가하였다.
2005년 4월 6일, 제509원정통신대대가 제2통신여단으로 전속되었다. 제509원정통신대대의 임무가 바뀌어 제5통신사령부의 작전기반 스트림라인으로서 운영된다.
2006년 10월 27일, 제7통신여단이 전술전구통신여단으로 지정되었어. 예하 제44, 72통신대대는 합동 네트워크 노드 장비를 운용하는 원정통신대대로 각각 11월 16일과 2007년 7월 16일에 개편되었다.
2011년 6월 30일, 슈바인푸르트로 이사하였다.
2014년 5월 16일, 제7통신여단은 해산하였다. 제44원정통신대대는 제2통신여단으로 전속하였다.

## 부대
- 제1통신대대; 1993년 4월 1일, 해산
- 제44통신대대 (원정) - 그라펜호퍼 / 만하임
- 제69통신대대
- 제72통신대대 (원정) - 카를스루에; 2014년 5월 16일, 해산
- 제509원정통신대대; 2005년 4월 6일

## 기록

### 소속
- 제7군; 1970년 2월 24일
- 제5통신사령부; 1981년

### 계보
- 1970년 2월 15일, Headquarters and Headquarters Company, 7th Signal Brigade
→제7통신여단, 본부 및 본부중대

### 전역
| 스트리머      | 내역 |
| ------------- | ---- |
| 테러와의 전쟁 |      |

### 스트리머
| 스트리머          | 내역               |
| ----------------- | ------------------ |
| 육군 우수부대표창 | 서남아시아, 2004년 |

## 참고
- “Headquarters and Headquarters Company, 7th Signal Brigade” (영어). 2007년 8월 3일. 2019년 12월 20일에 확인함.